# Magic!/生きなくちゃ
「magic!/生きなくちゃ」（マジック/いきなくちゃ）は、Little Glee Monsterの20枚目のシングル。2022年6月8日にソニー・ミュージックレコーズから発売。

## 概要
前作『Your Name』から約3ヶ月振りとなる20枚目のシングル。
- 本作は両A面シングルとなっており、両曲とも2022年6月10日に公開される映画「はい、泳げません」の主題歌に使用された[2][3]。また、楽曲が映画主題歌となるのは『ギュッと』以来約4年振りとなる。
- 芹奈は2021年12月より休養中であったため両曲とも参加していない。2022年3月に休養を発表したmanakaは両曲とも参加しているが、本作をリリース後の2022年7月に芹奈・manakaが卒業したため、本作が5人体制としてリリースした最後の作品となった。

### ミュージック・ビデオ
- 『magic!』のミュージック・ビデオでは、大阪の海遊館、なんばHatchや国立代々木競技場などを中心に全11箇所で撮影された。サビの振付をかれんが担当した。
- 『生きなくちゃ』のミュージック・ビデオは、映画「はい、泳げません！」の劇中映像を中心にメンバーが歌唱するビデオとなっている。
- また両曲とも、かれん・MAYU・アサヒの3名で撮影されている。

## リリース

### 形態
| 発売日       | レーベル    | 最高順位 | 販売形態 | 規格品番     | 備考   |
| ------------ | ----------- | -------- | -------- | ------------ | ------ |
| 2022年6月8日 | gr8!records | 6位      | CD+BD    | SRCL-12167/8 | 初回盤 |
| 2022年6月8日 | gr8!records | 6位      | CD       | SRCL-12169   | 通常盤 |

### 特典[4][5][6]
全てオンラインショップでも購入可能。
- 応援店舗 - B2ポスター
- HMV - A4クリアファイル（HMV ver.）
- タワーレコード - ポストカード（タワーレコード ver.）
- TSUTAYA RECORDS - ポストカード（ソロアー写3種ランダム）
- WonderGOO/新星堂 - ポストカード（WG/新星堂 ver.）
- 楽天ブックス - A4クリアファイル（楽天ブックス ver.）
- セブンネットショッピング - アクリルチャーム（ランダム4種）
- Sony Music Shop - スマホサイズステッカー
- Amazon - メガジャケ

※一部商品は店舗によって取り扱いされていない場合がある。

## 収録曲

### CD
通常盤・初回盤共通
| 01           | magic!                       | 丸谷マナブ   | 丸谷マナブ   | 丸谷マナブ   | 3:59  | MV - YouTube |  |  |
| 02           | 生きなくちゃ                 | 御徒町凧     | 森山直太朗   | Carlos K.    | 4:03  | MV - YouTube |  |  |
| 03           | magic! -lead off ver.-       | 丸谷マナブ   | 丸谷マナブ   | 丸谷マナブ   | 3:59  |              |  |  |
| 04           | 生きなくちゃ -lead off ver.- | 御徒町凧     | 森山直太朗   | Carlos K.    | 4:00  |              |  |  |
| 合計収録時間 | 合計収録時間                 | 合計収録時間 | 合計収録時間 | 合計収録時間 | 16:01 |              |  |  |

### BD
初回盤
Little Glee Monster Special Studio Live 2022
| #  | 曲名       | 備考         |
| -- | ---------- | ------------ |
| 01 | 心に空を   | MV - YouTube |
| 02 | 3月9日     |              |
| 03 | I BELIEVE  |              |
| 04 | Come Alive |              |

## ライブ映像作品
| 曲名   | 公演                                       |
| ------ | ------------------------------------------ |
| magic! | Little Glee Monster Live Tour 2022 Journey |